# Вернер Футтерер
Вернер Футтерер (нім. Werner Fuetterer; нар. 10 січня 1907, Барт, Мекленбург-Передня Померанія, Німеччина — пом. 7 лютого 1991, Бенідорм, Валенсія, Іспанія) — німецький актор. За час своєї акторської кар'єри знався у 100 фільмах.

## Біографія
Вернер Футтерер народився 10 січня 1907 року в Барті, Мекленбург-Передня Померанія в Німеччині. Виріс у Гватемалі (Південна Америка), де його батько керував Асьєндою. По завершенню Першої світової війни, у 1919 році сім'я Футтерерів повернулася до Німеччини і оселилася в Любеку. Восени 1924 року Вернер був прийнятий до берлінської театральної школи. Наприкінці того ж року він передчасно завершив навчання через пропозицію зі Швеції знятися у фільмі «Корабель-привид» (швед. Flygande holländaren, 1925).
Дуже швидко Вернер Футтерер став одним з найбільш затребуваних акторів німецького кіно 1920-1930-х років. Його найвизначнішою роллю цього періоду стала роль Архангела Михайла у фільмі Фрідріха Вільгельма Мурнау «Фауст, німецька народна легенда» (1926), екранізації п'єси Йоганна Вольфганга Гете. Проте, в подальшому, актор знімався переважно в ролях другого плану. Одночасно з роботою в кіно Футтерер грав у театрі та здійснив з 1937 по 1939 рік турне по США.
Після Другої світової війни Вернер Футтерер продовжив без проблем свою акторську кар'єру і служив протягом багатьох років головою нині неіснуючої Асоціації німецьких кіноакторів. З 1957 року він жив в Іспанії та керував власними кемпінгом та комплексом бунгало.
Вернер Футтерер помер 7 лютого 1991 року в Бенідормі, Іспанія.

## Фільмографія (вибіркова)
| Рік  | Назва українською                                | Оригінальна назва                         | Роль                            |
| ---- | ------------------------------------------------ | ----------------------------------------- | ------------------------------- |
| 1926 | Корабель-привид                                  | Flygande holländaren м                    |                                 |
| 1926 | Брати Шелленберг                                 | Die Brüder Schellenberg                   | Георг Вейденбах                 |
| 1926 | Фауст, німецька народна легенда                  | Faust: Eine deutsche Volkssage            | Архангел Михайло                |
| 1926 | Непорочна Сюзанна                                | Die keusche Susanne                       | Губерт                          |
| 1927 | Син Гаґара                                       | Der Sohn der Hagar                        |                                 |
| 1927 | Блиск і убогість куртизанок                      | Glanz und Elend der Kurtisanen            | Люсьєн                          |
| 1927 | Крейсер «Емден»                                  | Kreuzer Emden                             | Петцольд                        |
| 1927 | Гранд-готель                                     | Grand Hotel...!                           |                                 |
| 1927 | Князь картонної обителі                          | Der Fürst von Pappenheim                  | Саша, принц Горгоній            |
| 1928 | Артисти                                          | Artisten                                  | Фред Мільсон                    |
| 1928 | Ти не повинен красти                             | Du sollst nicht stehlen                   | Рауль Варбург                   |
| 1928 | Найкрасивіша жінка Парижа                        | Die schönste Frau von Paris               |                                 |
| 1928 | Витівки графині                                  | Die tolle Komtess                         | граф Вальтер фон Геґенау        |
| 1929 | Утікачка                                         | L'évadée                                  | Джон Фітцбурі                   |
| 1929 | Аврора                                           | Morgenröte                                | Стефан                          |
| 1929 | Дівчина з батогом                                | Das Mädel mit der Peitsche                | Едгар Крелль                    |
| 1930 | Моє серце належить тобі                          | Mein Herz gehört Dir...                   | міркіз Дюверж                   |
| 1931 | Жінка — соловей                                  | Die Frau — Die Nachtigall                 | Алжирі Тіетжен                  |
| 1931 | У Відні я колись любив дівчинку                  | In Wien hab' ich einmal ein Mädel geliebt | Франц фон Вергентін             |
| 1931 | Шлюб з обмеженою відповідальністю                | Ehe mit beschränkter Haftung              | Георг Кайзер I                  |
| 1932 | Ніч спокуси                                      | Nacht der Versuchung                      |                                 |
| 1933 | Донька полку                                     | Die Tochter des Regiments                 | лорд Роберт                     |
| 1933 | Ад'ютант його високості                          | Der Adjutant Seiner Hoheit                | принц Євгеній                   |
| 1934 | Увага! Хто знає цю жінку?                        | Achtung! Wer kennt diese Frau?            | Вальтер фон Мольнар             |
| 1937 | Ідеальний чоловік                                | Der Mustergatte                           | Фред Еванс                      |
| 1939 | Цілься в хмарм                                   | Ziel in den Wolken                        | Дітер фон Кампгаузен            |
| 1939 | Центральний Ріо                                  | Zentrale Rio                              | Міхаель Венк                    |
| 1939 | Співаючий Тор                                    | Der singende Tor                          | Антоніо                         |
| 1939 | Далекий дім                                      | Casa lontana                              | Джеймс Кеннеді                  |
| 1940 | Чоловік на обхідних шляхах                       | Ein Mann auf Abwegen                      | Нільс Нільсен                   |
| 1941 | Повернення додому                                | Heimkehr                                  | Оскар Фрімль                    |
| 1942 | Старший                                          | Der Seniorchef                            | Конрад фон Шульте               |
| 1943 | Я довіряю тобі свою дружину                      | Ich vertraue Dir meine Frau an            | Роберт                          |
| 1943 | Фріц Больман хотів ловити рибу                   | Fritze Bollmann wollte angeln             | Йоганнес Готліб Бланк           |
| 1943 | Легка кров                                       | Leichtes Blut                             | Карл Швертфегер                 |
| 1944 | О дев'ятій годині приходить Гаральд              | Um neun kommt Harald                      | Гаральд Геймендаль              |
| 1945 | Роки минають                                     | Die Jahre vergehen                        | Вільгельм Керстен               |
| 1948 | Поїздка в щасті                                  | Fahrt ins Glück                           | Річард Юргенс                   |
| 1951 | Дивне життя пана Бруггса                         | Das seltsame Leben des Herrn Bruggs       | доктор Фідлер, секретар         |
| 1951 | Чудеса ще трапляються                            | Es geschehen noch Wunder                  | Фелікс Шон                      |
| 1952 | Це може статися з кожним                         | Das kann jedem passieren                  | Пауль Зюскунд                   |
| 1952 | До тих пір, поки ми не зустрінемося знову        | Bis wir uns wiedersehn                    | Бернард, власник модного салону |
| 1953 | Капелан із Сан-Лоренцо                           | Der Kaplan von San Lorenzo                | доктор Матесон                  |
| 1953 | Сальто мортале                                   | Salto Mortale                             |                                 |
| 1953 | Не бійтеся великих звірів                        | Keine Angst vor großen Tieren             | Болльман                        |
| 1953 | Таємно, тихо                                     | Heimlich, still und leise                 | Конраді                         |
| 1953 | Особистий секретар                               | Die Privatsekretärin                      | Остерманн                       |
| 1954 | Моя сестра і я                                   | Meine Schwester und ich                   | граф Колінофф                   |
| 1955 | Місто повне таємниць                             | Die Stadt ist voller Geheimnisse          | доктор Гюнтер                   |
| 1955 | Генерал диявола                                  | Des Teufels General                       | барон фон Пфлунк                |
| 1955 | Я знаю, за що я живу                             | Ich weiß, wofür ich lebe                  | доктор Шнейдер                  |
| 1956 | Ти є музикою                                     | Du bist Musik                             | Gesandter                       |
| 1957 | Сім разів на тиждень                             | Siebenmal in der Woche                    | Круттке                         |
| 1957 | Сни південних морів                              | Träume von der Südsee                     | Яльмар Нільсен                  |
| 1958 | Бездомний                                        | Heimatlos                                 | Ганушке                         |
| 1959 | Жінка у розквіті років                           | Frau im besten Mannesalter                | Карстен, Rechtsanwalt           |
| 1959 | Голубка                                          | La Paloma                                 | Стефан Голден                   |
| 1959 | Світло тисячі зірок                              | Tausend Sterne leuchten                   | радіорепортер                   |
| 1960 | Студент пройшов мимо                             | Ein Student ging vorbei                   | граф Гогенперш                  |
| 1960 | Улюбленець богів                                 | Liebling der Götter                       | Гаррі де Кассіан                |
| 1960 | Ось що я дізнався в Парижі                       | Das hab ich in Paris gelernt              | Губерт Вюстенгаґен              |
| 1967 | Містер Динаміт — завтра ви поцілуєтеся зі смертю | Mister Dynamit — morgen küßt Euch der Tod | генерал Пробст                  |